# Erik Nordgren
Herman Erik Nordgren 13 februari 1913 i Sireköpinge församling, Malmöhus län, död 6 mars 1992 i Västerhaninge, var en svensk kompositör, arrangör och orkesterledare.

## Biografi
Erik Nordgren växte upp på den skånska landsbygden. År 1941 tog han examen från Musikhögskolan i Stockholm. Som musiker spelade han altviolin. Mellan 1945 och 1973 skrev han musik till drygt 60 svenska filmer, däribland 18 av Ingmar Bergmans mest kända filmer, såsom Det sjunde inseglet, Smultronstället, Sommarnattens leende, Jungfrukällan, och  Jan Troells Uppehåll i myrlandet, Här har du ditt liv och Utvandrarna; det sista filmarbetet, 1971. Dessutom samarbetade han med regissörer som Alf Sjöberg, Hasse Ekman, Gustaf Molander, Alf Kjellin och Lars-Erik Kjellgren. Han var musikchef vid Svensk Filmindustri 1953–1967, varefter han 1967–1977 verkade som orkesterchef vid Sveriges Radio. Därutöver skrev han annan musik, såsom tre stråkkvartetter, en kammarsymfoni (1944), konsert för klarinett (1950), konsert för fagott (1960) och musik för orkester. Sedan 1960-talet gjorde han en stor mängd elektronisk musik på sin egen anläggning, något som inte varit så känt för de flesta.
För musiken till Smultronstället belönades han med en särskild utmärkelse av tidskriften Folket i Bild samt en utmärkelse av Svenska filmsamfundet 1957.

## Filmmusik i urval
- 1971 – Utvandrarna
- 1966 – Oj oj oj eller Sången om den eldröda hummern
- 1966 – Här har du ditt liv
- 1965 – Uppehåll i myrlandet
- 1965 – Festivitetssalongen
- 1965 – Juninatt
- 1965 – Calle P
- 1964 – För att inte tala om alla dessa kvinnor
- 1964 – Klänningen
- 1961 – Lustgården
- 1961 – Karneval
- 1961 – Två levande och en död
- 1961 – Hällebäcks gård
- 1961 – Såsom i en spegel
- 1960 – På en bänk i en park
- 1960 – Djävulens öga
- 1960 – Jungfrukällan
- 1958 – Ansiktet
- 1958 – Jazzgossen
- 1958 – Bock i örtagård
- 1958 – Den store amatören
- 1958 – Lek på regnbågen
- 1957 – Smultronstället
- 1957 – Det sjunde inseglet
- 1957 – Blondin i fara
- 1956 – Ratataa
- 1956 – Egen ingång
- 1955 – Sommarnattens leende
- 1955 – Våld
- 1954 – Gabrielle
- 1953 – Glasberget
- 1953 – Ingen mans kvinna
- 1953 – Dansa min docka
- 1953 – I dimma dold
- 1953 – Sommaren med Monika
- 1952 – Trots
- 1951 – Frånskild
- 1951 – Sommarlek
- 1950 – Sånt händer inte här
- 1949 – Kärleken segrar
- 1949 – Törst
- 1948 – Eva
- 1947 – Kvinna utan ansikte
- 1945 – Brott och Straff

## Diskografi
- The Bergman Suites, Slovakiska Radions symfoniorkester, Marco Polo, 1996